# Lodewijk Woltjer
Pour les articles homonymes, voir Woltjer.
Lodewijk Woltjer, né le 26 avril 1930 à Noordwijk (Pays-Bas) et mort le 25 août 2019 à Genève (Suisse),, est un astronome néerlandais. 
Il a été le directeur général de l'Observatoire européen austral de 1975 à 1987 et le président de l'Union astronomique internationale de 1994 à 1997.

## Biographie
Lodewijk Woltjer a étudié à l'Université de Leyde sous la direction de Jan Oort et obtint un doctorat en astronomie en 1957. Après des postes de recherche postdoctoraux à l'observatoire de Yerkes et à Princeton, il fut nommé professeur d'astrophysique théorique et de physique des plasmas à l'Université de Leyde. De 1964 à 1974, il a été professeur d'astronomie Rutherford et directeur du département d'astronomie de la Columbia University à New York.
Il a été directeur général de l'Observatoire européen austral (ESO) de 1975 à 1987, où il fut responsable de l'approbation du projet de Very Large Telescope (VLT). Il a reçu la médaille Karl-Schwarzschild en 1987. Il a été président fondateur de la Société européenne d'astronomie (EAS), à ce poste de 1990 à 1993. Il est ensuite devenu président de l'Union astronomique internationale de 1994 à 1997.

## Distinctions
- Médaille Karl-Schwarzschild en 1987[3].
- L'astéroïde (3377) Lodewijk a été baptisé en son honneur.